# Armadale City
Koordinaten: 32° 9′ S, 116° 1′ O

Die City of Armadale ist ein lokales Verwaltungsgebiet (LGA) im australischen Bundesstaat Western Australia. Armadale City gehört zur Metropole Perth, der Hauptstadt von Western Australia. Das Gebiet ist 560 km² groß und hat fast 80.000 Einwohner (2016).
Armadale liegt etwa 27 Kilometer südöstlich des Stadtzentrums von Perth. Das Gebiet umfasst 15 Stadtteile: Armadale, Bedfordale, Brookdale, Camillo, Champion Lakes, Forrestdale, Haynes, Hilbert, Kelmscott, Karragullen, Mt Nasura, Mt Richon, Roleystone, Seville Grove und Wungong. Der Sitz des City Councils befindet sich in Armadale im Westen der LGA, wo etwa 13.619 Einwohner leben (2016).

## Verwaltung
Der Armadale Council hat 14 Mitglieder. Je zwei Mitglieder werden von den Bewohnern der sieben Wards (Heron, Jarrah, Lake, Minnawarra, Neerigen, Palomino und River Ward) gewählt. Aus dem Kreis der Councillor rekrutiert sich auch der Mayor (Bürgermeister) des Councils.